# Цугаловский, Пётр Григорьевич
Пётр Григорьевич Цугаловский (2 (14) сентября 1835 — 12 (25) декабря 1900) — генерал-лейтенант русской императорской армии
            

## Биография
Родился 2 (14) сентября 1835 года.
Учился в Гатчинском сиротском институте; 5 февраля 1855 года начал военную службу, участвовал в обороне Севастополя; с 4 августа 1855 года — прапорщик. Затем участвовал в польской кампании 1863—1864 годов.
В 1868—1869 годах — поручик лейб-гвардии Литовского полка. С 28 марта 1871 года — штабс-капитан и в том же году, с 23 ноября — начальник уездного жандармского управления.
С 6 января 1874 года — штаб-офицер для особых поручений при Варшавском генерал-губернаторе; 21 июля 1879 года за отличие был произведён в полковники, в 1882 году за 25 лет службы был отмечен орденом Св. Владимира 4-й степени. Был членом Варшавской следственной комиссии. С 19 февраля 1884 года был начальником губернского жандармского управления.
С 16 мая 1886 года — начальник Одесского жандармского управления; генерал-майор с 30 августа 1889 года, генерал-лейтенант с 14 ноября 1893 года.
Умер 12 (25) декабря 1900 года.
Был женат на известной красавице Екатерине Полянской. У них родились дочери Анна и Екатерина, обе в Петербурге: в 1870 и в 1875 году. Анна Петровна вышла замуж за крупнейшего землевладельца России Александра Эдуардовича Фальц-Фейна; Екатерина Петровна (ум. 09.05.1958 в Ницце) — за сына Ф. М. Достоевского – Фёдора Фёдоровича (1871—1922).

## Награды
- орден Св. Станислава 3-й ст. (1864)
- орден Св. Анны 3-й ст. (1866)
- орден Св. Станислава 2-й ст. (1873)
- орден Св. Анны 2-й ст. (1881)
- орден Св. Владимира 4-й ст. за 25 лет (1882)
- орден Св. Владимира 3-й ст. (1885)